# Axis Guibertin
Le Volley Ball Club GUIBERTIN, est club de volley-ball belge ayant, depuis plusieurs saisons, le label de Centre de Développement Fédéral octroyé par la FVWB (Fédération de Volley-ball Wallonie Bruxelles).  Il est affilié en Brabant wallon sous le matricule 2005.
En 2024-2025, il évolue, pour la 15ème saison non consécutive au plus haut niveau national belge, la Ligue A,, tout en possédant une structure pyramide complète dans sa section masculine. Avec des équipes en Nationales 2 et 3, Promotion A et B, Provinciales 1, 2, 3 et 4, ainsi qu'en Dames (Provinciales 2 et 3).  Le club aligne aussi de nombreuses équipes de jeunes, en U7, U9, U11, U13, U15, U17 et U19.

## Histoire
Le club est créé, en 1982, sous le nom de « Volley Ball Club Ottintois ». Pendant les six premières années, il monte quatre fois de division. En 1988, le club devient champion provincial du Brabant. Cette victoire lui permet d'accéder aux séries nationales, correspondant au 4ème niveau belge.
En 1998, avec l’ouverture du « centre sportif Jean Moisse » à Mont-Saint-Guibert, le club émigre, tout en gardant un contact avec le service des sports de l'UCL. Pas à pas, il progresse dans la hiérarchie, au point de décrocher une première montée au sommet de la hiérarchie belge en 2003, lui permettant de devenir le seul représentant francophone au plus haut niveau national.
Avec 550 adhérents dont près de 300 affiliés répartis dans 20 équipes, le club se modernise et s'adapte pour maintenir une structure dynamique. En 2000, il crée son Académie de jeunes accueillant, notamment Sébastien Dumont (7 ans à l'époque, avant de jouer pendant 4 ans à Maaseik et être membre des Red Dragons, l'équipe nationale belge) et François Lecat (aussi 7 ans à l'époque qui y fit toutes ses classes avant de s’en aller à Tilbourg, puis Maaseik et au club d'Asse-Lennik, avant de tenter sa chance à l’étranger, en Italie et en France. Il a d'ailleurs fait partie de l’équipe nationale belge,.
Outre son équipe en Ligue A, le club dispose d’autres formations en Nationales 2 et 3, en Promotions (A et B), en Provinciales 1, 2, 3 et 4, ainsi qu'une section féminine (Provinciales 2 et 3, Loisirs) et dans chaque catégorie de jeunes (U19, U17, U15, U13, U11, U9, U7). Et depuis 1993, identifié pour ses performances de haut niveau par la fédération francophone, le club est reconnu comme Centre de Développement Fédéral par la Fédération Volley Wallonie Bruxelles.

## Palmarès
Championnat de Belgique
- 2018, 6e place[13] ;
- 2017, 10e place ;
- 2016, 7e place.

Coupe de Belgique
- 2013, ½ finaliste ;
- 2008, ½ finaliste.

### Bilan par saison
| Saison    | Division   | Enttraineurs          | Saison régulière | Coupe de Belgique |
| --------- | ---------- | --------------------- | ---------------- | ----------------- |
| 2024-2025 | Ligue A    | FRANKART Audry        |                  |                   |
| 2023-2024 | Ligue A    | ROSIERS Wannes        |                  |                   |
| 2022-2023 | Ligue A    | VANDER BRACHT Filip   | 6è               |                   |
| 2021-2022 | Nationale1 | VANDER BRACHT Filip   | Champion         |                   |
| 2020-2021 | Nationale1 | VANDER BRACHT Filip   | Covid            |                   |
| 2019-2020 | Nationale1 | VANDER BRACHT Filip   | Champion         |                   |
| 2018-2019 | Ligue A    | URNAUT Andrej (Slo)   | 10è              | -                 |
| 2017-2018 | Ligue A    | URNAUT Andrej (Slo)   | 6e               | -                 |
| 2016-2017 | Ligue A    | URNAUT Andrej (Slo)   | 10e              | -                 |
| 2015-2016 | Ligue A    | URNAUT Andrej (Slo)   | 7e               | -                 |
| 2014-2015 | Ligue A    | URNAUT Andrej (Slo)   | 9e               | -                 |
| 2013-2014 | Ligue A    | POPPE Koen            | 7e               | -                 |
| 2012-2013 | Ligue A    |                       | 8e               | ½ finale          |
| 2011-2012 | Ligue A    |                       | 8e               | -                 |
| 2010-2011 | Ligue B    | WOELFIN Roberto (Arg) | 3e               | -                 |
| 2009-2010 | Ligue A    |                       | 10e              |                   |
| 2008-2009 | Nationale1 | VLEMINCKX Herman      | Champion         | ½ finale          |

## Effectifs

### Saison 2018-2019
| No                                                                                         | Nom                                                                                        | Date de naissance                                                                          | Taille                       | Poids                        | Poste                        | Au club depuis   |
| ------------------------------------------------------------------------------------------ | ------------------------------------------------------------------------------------------ | ------------------------------------------------------------------------------------------ | ---------------------------- | ---------------------------- | ---------------------------- | ---------------- |
| 1                                                                                          | Aleksa Miladinovic                                                                         | 16 décembre 1992                                                                           | 195                          | -                            | Passeur                      | 1re saison       |
| 2                                                                                          | Sebastien Dumont                                                                           | 18 janvier 1994                                                                            | 178                          | -                            | Libero                       | 1re (+10) saison |
| 4                                                                                          | Krzysztof Gulak                                                                            | 29 août 1996                                                                               | 196                          | -                            | Réceptionneur-attaquant      | 2e saison        |
| 5                                                                                          | Dimitri Korotokov                                                                          | 21 octobre 1998                                                                            | 194                          | -                            | Réceptionneur-attaquant      | 1re saison       |
| 6                                                                                          | Sander Deruyck                                                                             | 14 octobre 1993                                                                            | 211                          | -                            | Central                      | 1re saison       |
| 8                                                                                          | Guillaume Godart                                                                           | 8 août 1994                                                                                | 189                          | -                            | Passeur                      | 8e saison        |
| 9                                                                                          | Allan Wasilewski                                                                           | 23 juillet 1991                                                                            | 196                          | -                            | Central                      | 1re saison       |
| 10                                                                                         | Robin Foret                                                                                | 12 février 1999                                                                            | 191                          | -                            | Réceptionneur-attaquant      | 12e saison       |
| 11                                                                                         | Casey Knight                                                                               | 1er septembre 1992                                                                         | 203                          | -                            | Attaquant                    | 1re saison       |
| 18                                                                                         | Aljosa Urnaut                                                                              | 25 février 1988                                                                            | 199                          | -                            | Réceptionneur-attaquant      | 12e saison       |
|                                                                                            |                                                                                            |                                                                                            |                              |                              |                              |                  |
| Encadrement technique                                                                      | Encadrement technique                                                                      |                                                                                            | Légende                      | Légende                      | Légende                      |                  |
| Entraîneur : Filip Van Der Bracht                                                          | Entraîneur : Filip Van Der Bracht                                                          | Entraîneur : Filip Van Der Bracht                                                          | : Capitaine                  | : Capitaine                  | : Capitaine                  |                  |
| Entraîneur(s) adjoint(s) : Brecht Van Kerckhove Entraîneur(s) adjoint(s) : René Malengraux | Entraîneur(s) adjoint(s) : Brecht Van Kerckhove Entraîneur(s) adjoint(s) : René Malengraux | Entraîneur(s) adjoint(s) : Brecht Van Kerckhove Entraîneur(s) adjoint(s) : René Malengraux | : Joueur blessé actuellement | : Joueur blessé actuellement | : Joueur blessé actuellement |                  |

Source : Composition de l'équipe.